# 布蘭奇村 (紐約州)
布蘭奇村（英語：Village of the Branch）是位於美國紐約州薩福克縣的村。

## 人口
根據2020年美國人口普查的數據，布蘭奇村的面積為2.54平方千米，當中陸地面積為2.46平方千米，而水域面積為0.08平方千米。當地共有人口1735人，而人口密度為每平方千米683人。